# Donnet-Lévêque
Donnet-Lévêque est une société de construction d'hydravions.

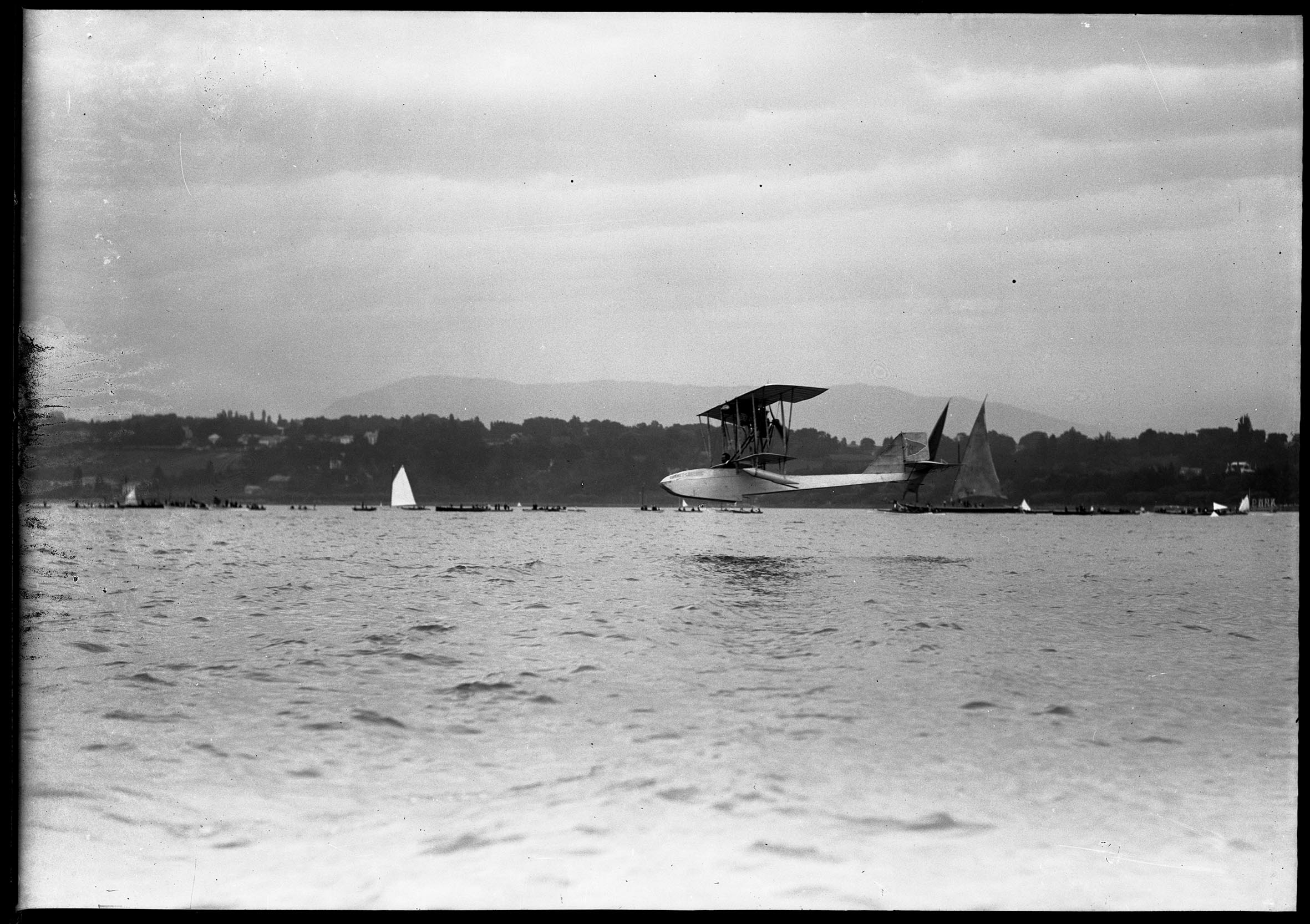
Donnet-Lévêque type A à Genève en août 1912.

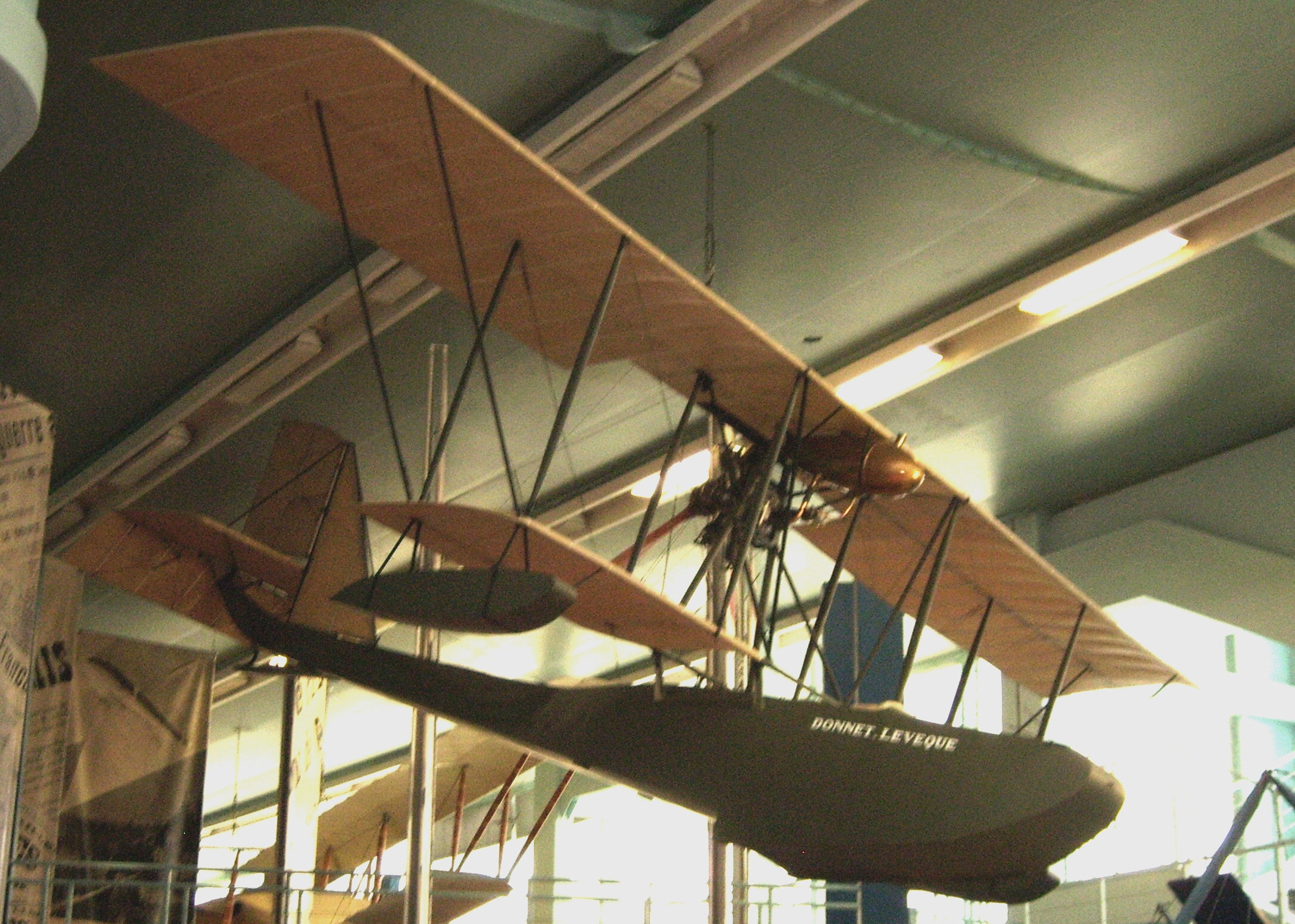
Donnet-Lévêque type A au musée de l'Air et de l'Espace du Bourget

En 1912, un modèle est appelé l'aérhydroplane, l'Aéro Hydroplane Donnet-Leveque-Denhaut ou encore hydroaéroplane Donnet-Lévêque. Il s'agit du Donnet-Lévêque Type A au moins depuis 1912, qui devient ensuite le FBA Type A de la Franco-British Aviation Company. Il est équipé de deux flotteurs en bout d'aile, ce qui lui permet de répartir la charge. La ligne de flottaison change également avec la vitesse et lui permet de décoller en 40 ou 50 mètres.
Un Donnet-Lévêque Type A de 1913 a été restauré en 2013 par le Flygvapenmuseum (Musée de l'armée de l'air) de Linköping, en Suède.